# Titularbistum Limata
Limata ist ein Titularbistum der römisch-katholischen Kirche.
Die in Nordafrika gelegene Stadt war ein alter römischer Bischofssitz, der im 7. Jahrhundert mit der islamischen Expansion unterging. Er lag in der römischen Provinz Numidien.
| Nr. | Name                                | Amt                                                                    | von               | bis                |
| --- | ----------------------------------- | ---------------------------------------------------------------------- | ----------------- | ------------------ |
| 1   | Napoléon-Alexandre Labrie CIM       | Apostolischer Vikar des Sankt-Lorenz-Golfes (Kanada)                   | 30. März 1938     | 22. Dezember 1945  |
| 2   | John Raphael Hagan                  | Weihbischof in Cleveland (USA)                                         | 27. April 1946    | 28. September 1946 |
| 3   | Juan C. Sison                       | Weihbischof in Nueva Segovia (Philippinen)                             | 10. Mai 1947      | 20. August 1956    |
| 4   | Guillermo Bolatti                   | Weihbischof in Buenos Aires (Argentinien)                              | 2. Februar 1957   | 11. Juli 1961      |
| 5   | Lorenzo Michele Joseph Graziano OFM | Weihbischof in Santa Ana Koadjutorbischof von San Miguel (El Salvador) | 11. August 1961   | 10. Januar 1968    |
| 6   | Maturino Blanchet OMI               | emeritierter Bischof von Aosta (Italien)                               | 15. Oktober 1968  | 9. November 1974   |
| 7   | Giovanni Benedetti                  | Weihbischof in Perugia (Italien)                                       | 12. Dezember 1974 | 25. März 1976      |
| 8   | Edward Kisiel                       | Apostolischer Administrator von Białystok (Polen)                      | 3. Mai 1976       | 5. Juni 1991       |
| 9   | Marko Culej                         | Weihbischof in Zagreb (Kroatien)                                       | 7. Januar 1992    | 5. Juli 1997       |
| 10  | Marian Florczyk                     | Weihbischof in Kielce (Polen)                                          | 21. Februar 1998  |                    |